# Litli-Árskógssandur
Litli-Árskógssandur  est une localité islandaise de la municipalité de Dalvíkurbyggð située au nord de l'île. Le village compte 130 habitants.